# Hvidspidset seglnæbskolibri
Hvidspidset seglnæbskolibri (Eutoxeres aquila) er en af de cirka 339 forskellige arter af kolibrier. Den findes i Costa Rica, Panama, Columbia, Ecuador, Venezuela og Peru. Den hvidspidsede seglnæbskolibri regnes ikke for en truet art.